# Liste der Baudenkmale in Frankenfeld
In der Liste der Baudenkmale in Frankenfeld sind alle Baudenkmale der niedersächsischen Gemeinde Frankenfeld  im Landkreis Heidekreis aufgelistet. Der Stand der Liste ist das Jahr 2021.

## Allgemein
Frankenfeld wurde als Frankenvelde das erste Mal im Jahre 1261 erwähnt. Es gibt Vermutungen, dass der Ort von Karl dem Großen zur Zeit der Sachsenkriege gegründet worden ist. Seit 1360 ist das Rittergut bekannt.

## Baudenkmale

### Bosse

#### Gruppe: Hofanlage Nr. 6, Bosse
Die Gruppe „Hofanlage Nr. 6“ hat die ID 32685962.

| Lage                              | Bezeichnung              | Beschreibung                 | ID       | Bild |
| --------------------------------- | ------------------------ | ---------------------------- | -------- | ---- |
| Nr. 6 52° 45′ 37″ N, 9° 27′ 18″ O | Wohn-/Wirtschaftsgebäude | Der Hof wurde 1870 errichtet | 32777963 | BW   |
| Nr. 6 52° 45′ 38″ N, 9° 27′ 17″ O | Scheune                  |                              | 32777990 | BW   |
| Nr. 6 52° 45′ 38″ N, 9° 27′ 17″ O | Pferdestall              |                              | 32778226 | BW   |

#### Einzelbaudenkmale
| Lage                                    | Bezeichnung              | Beschreibung                                                                | ID       | Bild |
| --------------------------------------- | ------------------------ | --------------------------------------------------------------------------- | -------- | ---- |
| Lindenallee 52° 45′ 45″ N, 9° 27′ 17″ O | Kriegerdenkmal           |                                                                             | 32778182 | BW   |
| Nr. 5 52° 45′ 46″ N, 9° 27′ 15″ O       | Wohn-/Wirtschaftsgebäude | Der Hof wurde 1848 erbaut.                                                  | 32778136 | BW   |
| Nr. 9 52° 45′ 57″ N, 9° 27′ 28″ O       | Wohnhaus                 | Der Hof Nr. 9 wurde wahrscheinlich 1896 erbaut.                             | 32778158 | BW   |
| Nr. 18 52° 45′ 29″ N, 9° 27′ 1″ O       | Wohn-/Wirtschaftsgebäude | Das Wohnwirtschaftsgebäude des Hofes wurde 1805 als Vierständerhaus gebaut. | 32777893 | BW   |
| Nr. 18 52° 45′ 29″ N, 9° 27′ 1″ O       | Stall                    |                                                                             | 32777940 | BW   |
| Nr. 18 52° 45′ 29″ N, 9° 27′ 3″ O       | Stall                    |                                                                             | 32777919 | BW   |
| Nr. 28 52° 45′ 13″ N, 9° 27′ 17″ O      | Wohn-/Wirtschaftsgebäude | Der Hof wurde 1870 errichtet.                                               | 32777871 | BW   |

### Frankenfeld

#### Gruppe: Ehemalige Gutsanlage
Die Gruppe „Ehemalige Gutsanlage“ hat die ID 32685937.

| Lage                                    | Bezeichnung | Beschreibung | ID       | Bild |
| --------------------------------------- | ----------- | ------------ | -------- | ---- |
| Rittergut 1 52° 46′ 15″ N, 9° 25′ 39″ O | Scheune     |              | 32777785 | BW   |
| Rittergut 1 52° 46′ 14″ N, 9° 25′ 38″ O | Remise      |              | 32777827 | BW   |
| Rittergut 1 52° 46′ 13″ N, 9° 25′ 38″ O | Tor         |              | 32777848 |      |
| Rittergut 1 52° 46′ 13″ N, 9° 25′ 40″ O | Stall       |              | 32777806 | BW   |
| Rittergut 1 52° 46′ 13″ N, 9° 25′ 41″ O | Scheune     |              | 32777785 | BW   |

#### Einzelbaudenkmal
| Lage                                 | Bezeichnung    | Beschreibung | ID       | Bild |
| ------------------------------------ | -------------- | ------------ | -------- | ---- |
| Ortsmitte 52° 46′ 7″ N, 9° 25′ 44″ O | Kriegerdenkmal |              | 32778204 | BW   |

### Hedern
| Lage                              | Bezeichnung              | Beschreibung                  | ID       | Bild |
| --------------------------------- | ------------------------ | ----------------------------- | -------- | ---- |
| Nr. 3 52° 46′ 13″ N, 9° 24′ 45″ O | Scheune                  |                               | 32777696 | BW   |
| Nr. 6 52° 46′ 10″ N, 9° 24′ 44″ O | Scheune                  |                               | 32777741 | BW   |
| Nr. 8 52° 46′ 7″ N, 9° 24′ 46″ O  | Wohnhaus                 |                               | 32778016 | BW   |
| Nr. 12 52° 46′ 8″ N, 9° 24′ 41″ O | Wohn-/Wirtschaftsgebäude | Der Hof wurde 1840 errichtet. | 32777763 | BW   |